# Jürgen Partenheimer

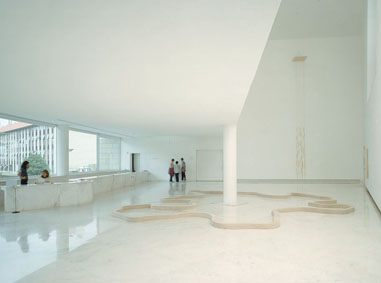
Jürgen Partenheimer, Centro Galego de Arte Contemporáneo, CGAC, Santiago de Compostela, 1999.

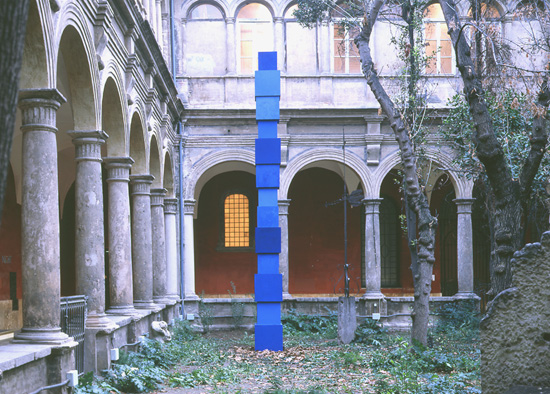
Jürgen Partenheimer, "World Axis", IVAM, Valencia, 1998

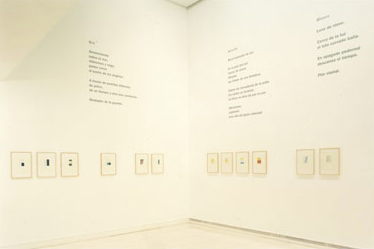
Jürgen Partenheimer, IVAM, Valencia, 1998.

Jürgen Partenheimer (Múnich, 1947); artista alemán. Está considerado como uno de los artistas más singulares e importantes del panorama de arte contemporáneo alemán.

## Obra
La obra de Jürgen Partenheimer, surgida en Alemania al principio de los años 80, revela una profunda experiencia del artista en actividades que incluyen la pintura, el dibujo, la escultura, y también la teoría y la prosa como su forma de expresión artística. Su trabajo se distingue por su carácter abstracto, que expresa en apariencia un estado de inconsistencia, y que pone en cuestión las certidumbres preconcebidas del espectador. La singularidad de Partenheimer estriba en su alejamiento de cualquier forma de expresionismo, en su empeño en avanzar fuera de los caminos trillados, y en su capacidad para conciliar un proyecto formal de raíz constructiva y postminimalista, y una intensidad poética que le hace preferir lo leve a lo ampuloso y lo sutil a lo evidente. Interesa también subrayar que Partenheimer es un artista que no considera que sea posible trabajar, hoy, sin atender también al ámbito de la reflexión teórica.

## Exposiciones seleccionadas
Partenheimer ha celebrado numerosas exposiciones en prestigiosos museos internacionales. Entre sus apariciones públicas destacan entre otros las exposiciones colectivas en el MOMA, Museo de Arte Moderno, Nueva York; el Metropolitan Museum, Nueva York; la Galería Nacional de Washington; Museo de Arte Contemporáneo, San Francisco; Singapore Art Museum, Singapur; Galería de Arte Moderna, Lisboa; Galería Nacional de Berlín; Fundació Juan Miró, Barcelona; Museo Ludwig, Colonia; su presencia en la Bienal de Venecia, la Bienal de París y la Bienal de São Paulo, Brasil e importantes exposiciones individuales en la Galería Nacional de Berlín (1988), en la Kunsthalle Hamburgo (1990), en el Gemeentemuseum La Haya y Städelesches Kunstinstitut Francoforte (1993), en el Stedelijk Museo en Ámsterdam (1997), en el IVAM en Valencia (1998), en la Staatliche Kunsthalle Karlsruhe (1999), en el CGAC de Santiago de Compostela y en el Palacete del Embarcadero, San Sebastián (1999), en el Haags Gemeente Museum, La Haya (2000) sus dos retrospectivas en la Galería Nacional de Pekín y en el Museo de Nankín (2000) representando a Alemania el arte contemporáneo por la primera vez desde 1945 en China y sus grandes exposiciones en el S.M.A.K. Gante (2002), en el Museum am Ostwall Dortmund (2003) y en la Pinacoteca do Estado, São Paulo (2004 y 2007).

## Libros seleccionados
- Beatrice v. Bismarck, Franz Kaiser: Jürgen Partenheimer. Ausgewählte Texte – Selected Texts, Frankfurt. Edition Cantz, 1993 ISBN 3-89322-539-0.
- Christa Häusler: Partenheimer, Architektur und Skulptur, Hatje Cantz - Reihe Cantz, 1994 ISBN 3-89322-284-7.
- Rudi Fuchs: Partenheimer. Cantos, Ámsterdam, 1997 ISBN 90-5006-122-2.
- Juan Manuel Bonet: Jürgen Partenheimer. Cantos y otras mentiras, Valencia. Richter Verlag, 1998 ISBN 84-482-1696-2.
- Klaus Schrenk: Jürgen Partenheimer. Fragmente, Karlsruhe. Richter Verlag, 1998 ISBN 3-928762-86-9.
- Miguel Fernández Cid: Jürgen Partenheimer. Santiago de Compostela, 1999 ISBN 84-453-2589-2.
- Franz Kaiser: Jürgen Partenheimer. Architecture-Sculpture, Haia. Richter Verlag, 2000 ISBN 9-933807-32-8.
- Dieter Ronte: Partenheimer in China. Richter Verlag, 2000 ISBN 3-933807-56-5.
- Jan Hoet: Jürgen Partenheimer. La robe des choses, Gand. Merz Verlag, 2002ISBN 90-76979-08-1.
- Heinz Althöfer, Bazon Brock: Jürgen Partenheimer. Der Schein der Dinge, Dortmund.Richter Verlag, 2004 ISBN 3-937572-10-4.
- Marcelo M. Araujo: Jürgen Partenheimer. Suave Loucura, São Paulo. Editora Estação Liberdade, 2005 ISBN 85-7448-103-3.
- Klaus Schrenk: Jürgen Partenheimer. Roma - São Paulo, Karlsruhe. Richter Verlag, 2006 ISBN 3-937572-53-8.
- Jürgen Partenheimer: Copan. São Paulo Tagebuch, Karlsruhe, 2006 ISBN 3-925212-65-5.

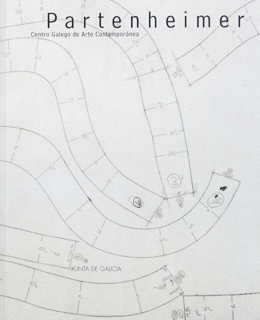
Jürgen Partenheimer, Centro Galego de Arte Contemporaneo, CGAC, Santiago de Compostela, 1999
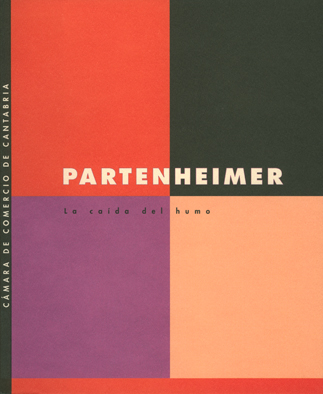
Jürgen Partenheimer, Palacete del Embarcadero, Santander, 1999
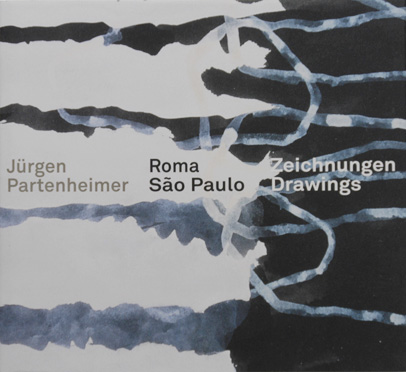
Jürgen Partenheimer. Roma - São Paulo, Staatliche Kunsthalle Karlsruhe, 2006

## Enlaces externos

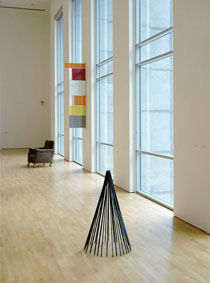
Jürgen Partenheimer, S.M.A.K. Gante, 2002